# Oxalá
Oxalá, do iorubá "Òriṣànlá", é nome de um orixá também conhecido como Obatalá. "Oxalufã", "Oxaguiã" e "Obatalá" são termos procedentes da língua iorubá.

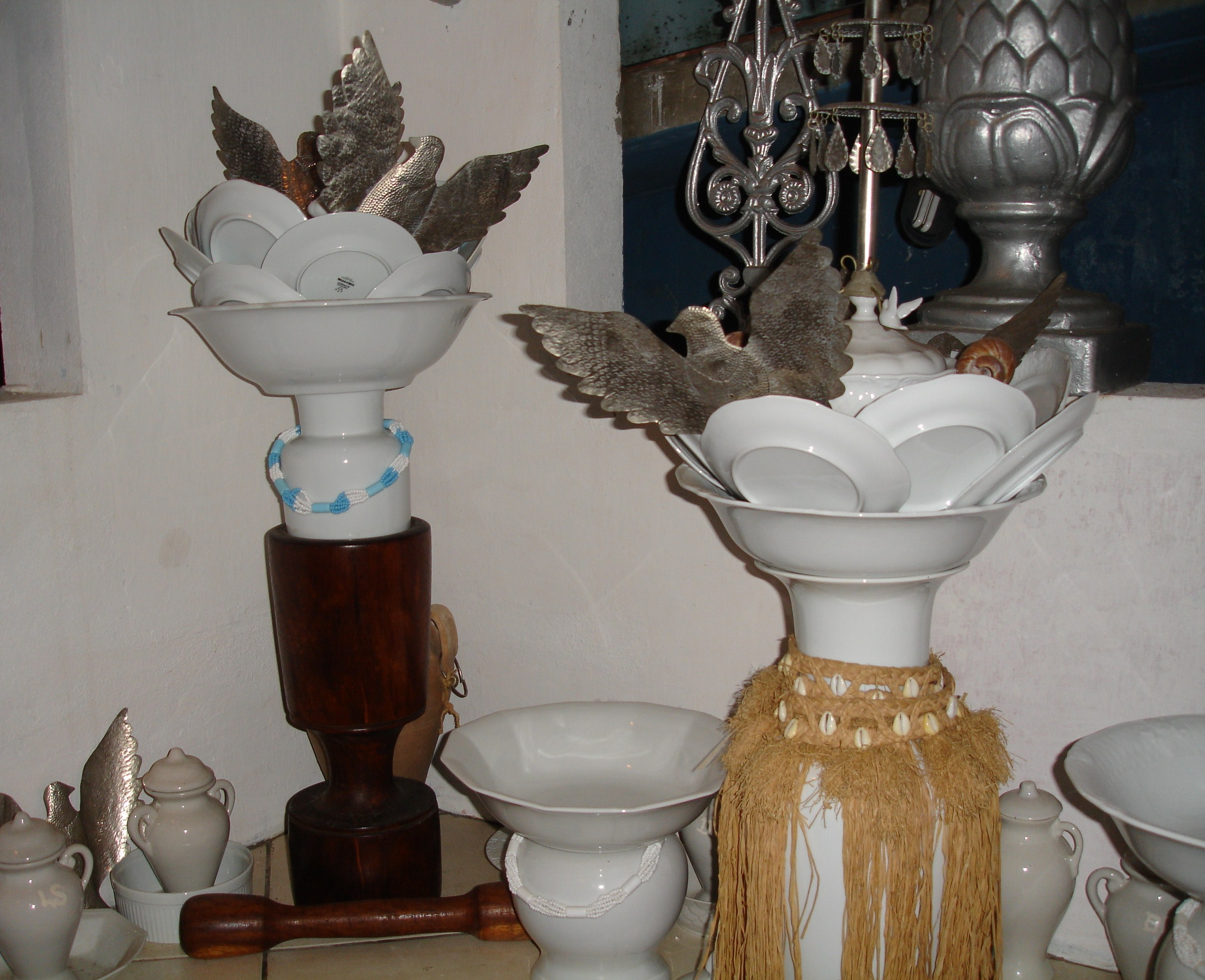
Assentamentos de Oxaguiã e Oxalufã no candomblé do Ilê Axé Ijino Ilu Oróssi

## Orixá
Oxalá, Orixalá, Orixaguinã, Gunocô ou Obatalá é o orixá associado à criação do mundo e da espécie humana. Apresenta-se de várias maneiras (qualidades) sendo as duas principais qualidades: a forma jovem, em que Oxalá é chamado de Oxaguiã e seus símbolos são uma idá (espada), um pilão de metal branco e um escudo. Na sua forma idosa, Oxalá é chamado Oxalufã e seu símbolo é um cajado de metal chamado opaxorô.
A cor de Oxaguiã é o branco levemente mesclado com azul no Candomblé e somente branco no Batuque do Rio Grande do Sul; a de Oxalufã é somente branco de gossa em ambos. O dia consagrado para oxalá moço é a sexta-feira e o domingo para oxalá velho e oxalá de orumilaia. Sua saudação é èpao, èpa bàbá! Oxalá é considerado e cultuado como o maior e mais respeitado de todos os orixás do panteão africano. Simboliza a paz, é o pai maior nas nações das religiões de tradição africana. Oxalá significa luz (oxa) branca (alá); É calmo, sereno, pacificador; é o criador e, portanto, é respeitado por todos os orixás e todas as nações. A Oxalá pertencem os olhos que veem tudo.

## Lenda: Oxalá e o saco da criação
Olodumarê entregou a Oxalá o saco da criação para que ele criasse o mundo. Essa missão, porém, não lhe dava o direito de deixar de cumprir algumas obrigações para outros Orixás e Exu, aos quais ele deveria fazer alguns sacrifícios e oferendas. Oxalá pôs-se a caminho apoiado em um grande cajado, o Paxorô. No momento em que deveria ultrapassar a porta do Orum, encontrou-se com Exu que, descontente porque Oxalá se negara a fazer suas oferendas, resolveu vingar-se, e provocou-lhe uma sede intensa. Oxalá não teve outro recurso senão o de furar a casca de um tronco de um dendezeiro para saciar sua sede.
Era o vinho de palma, também conhecido como emu e oguro, o qual Oxalá bebeu intensamente. Bêbado, não sabia onde estava e caiu adormecido. Apareceu, então, Alafim Odudua, que, vendo o grande orixá adormecido, roubou-lhe o saco da criação e, em seguida, foi à procura de Olodumarê para mostrar o que achara e contar em que estado Oxalá se encontrava. Olodumarê disse, então, que "se ele está neste estado, vá você a Odudua, vá você criar o mundo". Odudua foi, então, em busca da criação e encontrou um universo de água, e aí deixou cair do saco o que estava dentro. Era terra. Formou-se então um montinho que ultrapassou a superfície das águas.
Então ele colocou a galinha cujos pés tinham cinco garras. Ela começou a arranhar e a espalhar a terra sobre a superfície da água; onde ciscava, cobria a água, e a terra foi alargando cada vez mais, o que em iorubá se diz Ile'nfê, expressão que deu origem ao nome da cidade Ilê-Ifé. Odudua ali se estabeleceu, seguido pelos outros orixás, e tornou-se, assim, rei da terra. Quando Oxalá acordou, não encontrou mais o saco da criação. Despeitado, procurou Olodumarê, que por sua vez proibiu-o, como castigo a Oxalá e toda sua família, de beber vinho de palma e de usar azeite de dendê. Mas como consolo lhe deu a tarefa de modelar no barro o corpo dos seres humanos nos quais ele, Olodumarê insuflaria a vida.

## Lenda: A viagem de Oxalufã
Um dia Oxalufã, que vivia com seu filho Oxaguiã, velho e curvado por sua idade avançada, resolveu viajar a Oió em visita a Xangô, seu outro filho. Foi consultar um babalaô para saber acerca da viagem. O adivinho recomendou-lhe não seguir viagem. Ela seria desastrosa e acabaria mal. Mesmo assim, Oxalufã, por teimosia, resolveu não renunciar à sua decisão. O adivinho aconselhou-o, então, a levar consigo três panos brancos, limo-da-costa ou sabão-da-costa, assim como a aceitar e fazer tudo que lhe pedissem no caminho e não reclamar de nada, acontecesse o que acontecesse. Seria uma forma de não perder a vida.
Em sua caminhada, Oxalufã encontrou Exu três vezes. Três vezes Exu solicitou ajuda ao velho rei para carregar seu fardo, que acabava derrubando em cima de Oxalufã. Três vezes Oxalufã ajudou Exu, carregando seus fardos imundos. E, por três vezes, Exu fez Oxalufã sujar-se de sal, azeite de dendê e carvão. Três vezes suportou calado as armadilhas de Exu. Três vezes foi Oxalufã ao rio mais próximo lavar-se e trocar suas vestes. Finalmente chegou a Oió. Na entrada da cidade, viu um cavalo perdido, que ele reconheceu como o cavalo que havia presenteado a Xangô.
Tentou amansar o animal para amarrá-lo e devolvê-lo ao filho. Mas, neste momento, chegaram alguns súditos do rei à procura do animal perdido. Viram Oxalufã com o cavalo e pensaram tratar-se do ladrão do animal. Maltrataram-no e prenderam-no. Ele, sempre calado, deixou-se levar prisioneiro.
Mas, por estar um inocente no cárcere, em terras do Senhor da Justiça, Oió viveu por longos sete anos a mais profunda seca. As mulheres tornaram-se estéreis e muitas doenças assolaram o reino. Xangô, desesperado, procurou um babalaô, que consultou Ifá, descobrindo que um velho sofria injustamente como prisioneiro, pagando por um crime que não cometera.
Xangô correu para a prisão. Para seu espanto, o velho prisioneiro era seu pai Oxalufã. Xangô ordenou que trouxessem água do rio para lavar o rei. O rei de Oió mandou seus súditos vestirem-se de branco, e que todos permanecessem em silêncio, pois era preciso, respeitosamente, pedir perdão a Oxalufã. Xangô vestiu-se também de branco e encarregou Airá de carregar o velho rei nas costas. Levou-o para as festas em sua homenagem e todo o povo saudava Oxalá e Xangô. Depois Oxalufã voltou para casa levado por Airá e, quando chegou seu filho, Oxaguiã ofereceu um grande banquete em celebração pelo retorno do pai.

## África
Obatalá, Oxalá, Oxalufã, Oxaguiã e Oxá-Popô, todos eles denominados orixá funfum (Òrìsà funfun; branco), devido à cor que os simboliza, a branca. Obatalá e Odudua são associados de diversas maneiras nos mitos da criação.
- Babá Epê
- Lejubê
- Ajagunã
- Oxafuru
- Elemosô
- Acajapricu
- Oxaibô
- Indacô
- Babá Talabi
- Babá Ajalê
- Orixá-Lá
- Obatalá
- Odudua
- Oxalufã
- Oxaguiã
- Ocô

## Brasil
Oxalá, Obatalá, Orixalá, Orixa-Nlá. Oxalá é um nome genérico de vários Òrìxá funfun (branco), como são chamados diversos Orixás africanos no Brasil relacionados à cor branca e à criação do mundo. Os filhos de Oxalá têm algumas restrições (euó):
De acordo com as lendas, Oxalá embriagou-se várias vezes com vinho de palma, fato que tornou a bebida alcoólica uma das restrições. Por causa de outra lenda, em que Exu suja suas roupas brancas por três vezes com sal, azeite de dendê e carvão, estes elementos também se tornaram restrição aos filhos de Oxalá. Nenhuma comida de Oxalá leva sal ou dendê. Um filho de Oxalá jamais deverá usar roupas pretas ou vermelhas, por serem essas as cores de Exu. Também em função das lendas, o dia de Oxalá é a sexta-feira.
No candomblé, tanto no Brasil quanto em outros países, todos os iniciados e frequentadores costumam vestir-se de branco em homenagem a Oxalá. Os filhos de Oxalá não comem comida de sal e muitos adotaram não comer carne na sexta-feira (somente peixe). Contudo, também se acredita que esse costume tenha relação com a Igreja Católica e o sincretismo de Oxalá com o Senhor do Bonfim na Bahia, costume também adotado pelos restaurantes em que nas sextas-feiras servem a pescada branca com molho de camarão.